# هانس کاولیش
هانس کاولیش (آلمانی: Hans Kaulich; ۱۸ دسامبر ۱۸۹۴ – ۳۱ ژوئیهٔ ۱۹۶۶) بازیکن، مربی و داور فوتبال اهل اتریش بود.